# Institut Max-Planck d'histoire des sciences
L’institut Max-Planck d'histoire des sciences à Berlin-Dahlem a été créé en mars 1994. Il est principalement consacré à la recherche en histoire des sciences naturelles, avec des perspectives méthodologiques issues des sciences cognitives et de l'histoire culturelle. Les trois départements de l'institut contribuent à l'élaboration d'une épistémologie historique des sciences.
L'épistémologie historique étudie le développement historique de la connaissance, et des processus techniques, sociaux, intellectuels et culturels qui accompagnent l'acquisition de connaissances. En se fondant sur des études détaillées de l'histoire de domaines particuliers de la science, l'épistémologie historique s'intéresse à l'émergence et à l'évolution de concepts majeurs, comme ceux de « nombre », « force », « mouvement », « gène », « organisme », ainsi qu'à des catégories et à des pratiques comme la « représentation », la « probabilité », la « causalité », l'« expérimentation », la « déduction », le « déterminisme » et l'« objectivité ». La mise en relation de recherche historiques spécifiques dans le cadre plus large d'une recherche générale permet des comparaisons et des généralisations extensibles à de nombreuses disciplines.
L'institut est affilié avec la Société Max-Planck et est situé à Berlin dans le quartier de Dahlem.